# Kamow Ka-118
Der Kamow Ka-118 ist ein geplanter leichter Mehrzweckhubschrauber mit der NOTAR-Konfiguration (NO TAil Rotor), der auf einer McDonnell-Douglas-Konstruktion basiert.

## Geschichte
Der erste Test dieses Konzepts fand am Kamow Ka-26SS statt, einer modifizierten Version des Kamow Ka-26 mit experimentellen Heckstrahlträgern.
Das Hauptkonzept der Ka-118 besteht aus einem einzelnen 4-Blatt-Hauptrotor, einem V-Leitwerk mit oberem Höhenleitwerk und einem Kufenfahrwerk. Pilot und Copilot sitzen nebeneinander und vier Passagiere im hinteren Teil der Kabine.
Das Projekt startete 1993, das NOTAR-Design befindet sich noch in der Forschung.

## Spezifikationen
- Besatzung: 1 Pilot
- Kapazität: 4 Passagiere oder 1.000 kg (2.200 lb) extern beförderte Fracht
- Länge: 10,00 m (32 Fuß 10 Zoll)
- Höhe: 2,60 m (8 Fuß 6 Zoll)
- Bruttogewicht: 1.950 kg (4.299 lb)
- max. Startmasse: 2.250 kg (4.960 lb) (Außenlast)
- Kraftstoffkapazität: 700 l (150 imp gal; 180 US gal)
- Antrieb: 1 × Omsk TVO-100 Turbowelle, 530 kW (710 PS)
- Hauptrotordurchmesser: 11,00 m (36 ft 1 in)
- Hauptrotorfläche: 95,03 m² (1.022,9 sq ft)
- Höchstgeschwindigkeit: 300 km/h (190 mph, 160 kn)
- Reisegeschwindigkeit: 270 km/h (170 mph, 150 kn)
- Reichweite: 950 km (590 Meilen, 510 Seemeilen) mit normalem Kraftstoff
- Dienstgipfelhöhe: 6.150 m (20.180 ft)
- Steiggeschwindigkeit: 11 m/s (2.200 ft/min)